# 에마 앳킨스
에마 앳킨스(Emma Atkins, 1975년 3월 31일 ~ )는 잉글랜드의 배우이다.